# Vasco Pinto de Magalhães
Vasco Pinto de Magalhães (Lisboa, 14 de junho de 1941) é um Padre jesuíta português, especialmente dedicado ao acompanhamento espiritual, à reflexão bioética e à pastoral universitária, e autor de vários livros no âmbito da teologia e espiritualidade.

## Biografia
Vasco Pinto de Magalhães nasceu em 1941 em Lisboa.
Fez escola no Colégio São João de Brito e escolheu Engenharia Mecânica para formação no IST. No quarto ano desistiu e entrou, em 1965, na Companhia de Jesus. Fez Filosofia na Universidade Católica e Teologia em Roma.
Foi ordenado sacerdote em 1974. É licenciado em Filosofia pela Universidade Católica e em Teologia pela Universidade Gregoriana (Roma).
Vasco Pinto de Magalhães tem-se dedicado sobretudo à Pastoral Universitária, em Coimbra e no Porto, e ao acompanhamento espiritual. Membro fundador do Centro de Estudos de Bioética desde 1988.
Pertence à redacção da Revista Brotéria. Leccionou a disciplina Cristianismo e Cultura na Faculdade de Filosofia da Universidade Católica Portuguesa (UCP) em Braga. 
Durante anos foi colaborador da Rádio Renascença, em programas como Conversas com Princípio, Meio e Fim. Tem colaborado recentemente, como colunistas convidado, no jornal Observador.
Em 2019 foi nomeado pároco em Encarnação (freguesia de Lisboa).

## Obra
- O Olhar e o Ver [10]
- Nem Quero Crer [10]
- Não Há Solução, Há Caminhos (Tenacitas, 2003)[10]
- Vocação e Vocações (Apostolado da Oração, 2005)[10]
- Onde Há Crise, Há Esperança (Tenacitas, 2008)[10]
- Só Avança quem Descansa (Tenacitas, 2012)[10]
- Entregar-se, Acolher e Comungar (Tenacitas, 2013)[10]
- Pensar a Vida (Tenacitas, 2014)[10]
- Passar da Morte à Vida (Tenacitas, 2014)[10]
- A Força dos Dias (Tenacitas, 2014)[10]
- Se Deus é bom, porque sofremos (Tenacitas, 2015)[10][11]
- Olhar para Maria e Ver a Igreja(Tenacitas, 2016)[10] [12]
- O Mal e o Demónio (Tenacitas, 2017)[10][13]
- Ressurreição (Tenacitas 2018)[14]

## Ligações Externas
- «Vasco Pinto de Magalhães no programa Jornal Diário». Entrevista de Júlio Magalhães,  Porto Canal (2015-01-19)